# 太平洋海鮒
太平洋海鮒，為輻鰭魚綱鱸形目隆頭魚亞目海鯽科的其中一種，分布於西北太平洋的日本海域，體長可達19.3公分，生活在沙底質或岩石底質海域，屬肉食性，胎生，生活習性不明。

## 擴展閱讀
維基物種上的相關：太平洋海鮒